# BBVA Argentina
BBVA Argentina (precedentemente nota come BBVA Francés) è una banca commerciale argentina appartenente alla società madre spagnola di BBVA. È una delle principali istituzioni finanziarie del paese dal 1886. Fin dalla sua nascita, ha fornito un'ampia gamma di servizi bancari, finanziari e non finanziari, sia a privati che a società in tutto il territorio argentino. Dal 1996 fa parte del Gruppo BBVA, da allora suo principale azionista.
Nel 2019 BBVA ha iniziato un processo per unificare il proprio nome in tutto il mondo e nel 2020 il marchio “BBVA Francés” è stato eliminato per chiamarsi esclusivamente BBVA.

## Storia
Fu fondato come Banco Francés del Río de la Plata il 14 ottobre 1886, in un periodo storico dell'Argentina in cui emersero un gran numero di entità di questo tipo, molte delle quali sarebbero rapidamente scomparse a causa del Panico del 1890. Nel 1888, le azioni del Banco Francés iniziarono ad essere quotate alla Borsa di Buenos Aires, che sono ancora sul mercato.
Nel 1926 fu inaugurata la nuova sede dell'ente, all'angolo tra Perón e Reconquista, la città finanziaria. di Buenos Aires. Nel 1959 fu uno dei vincitori del primo prestito che Eximbank concesse all'Argentina.
Nel 1966 fu creata la fondazione Banco Francés del Río de la Plata. Nel 1968, la Morgan Guaranty Trust Company di New York acquistò il 50% delle azioni, e avviò un processo di rafforzamento ed espansione della Banca francese nel campo dell'attività bancaria all'ingrosso. Negli anni '70, la Compagnia sudamericana di assicurazioni riconvertì il suo patrimonio immobiliare in azioni della Banca francese, in un processo guidato da un nuovo consiglio di amministrazione fortemente influenzato da Luis María Otero Monsegur. 
In questo modo il Sudamerica acquistò gran parte delle azioni della Banca. Nel 1978, Morgan Guaranty vendette la sua partecipazione nella banca a due società argentine: Sud América Seguros de Vida e Alpargatas. Da quel momento in poi, la Banca francese iniziò ad adottare altre funzioni, come quella bancaria al dettaglio.
Nella prima metà degli anni Ottanta, il numero delle filiali della Banco Frances raddoppiò in tre anni, riuscendo a coprire anche i prestiti alle medie imprese, mentre si consolidò il settore della vendita al dettaglio.